# Отришко Ярема Олександрович
Ярема Олександрович Отришко (1840 року, село Великі Будки, нині Роменського району Сумської області — 1919 року, Ромни, Сумська область)  — український живописець, портретист і пейзажист.

## Біографія
Отришко Ярема Олександрович народився в 1840 році в селі Великі Будки Хмелівської волості Роменського повіту Полтавської губернії, тепер Роменського району Сумської області в козацькій родині. В 1913 році Ярема Отришко поїхав до Києво-Печерської Лаври вивчати іконопис.
```
проживав у Ромнах, де викладав малювання у реальному училищі. Художник розписав ряд роменських церков. Він розмалював стінописи в Олександро-Невській церкві м. Ромни (1890—1891). Написав ікони для храмів м. 
Ромни
, сіл 
Пустовійтівка
, 
Вовківці
, 
Коржі
.
```

## Творчість
Ярема Олександрович створював портрети і пейзажі. Отришко Ярема написав «Роменську мадонну» (1911), «Явління Богоматері у серпневих лісах» (1914). Картини художника визначаються продуманою композицією, професійним моделюванням, чіткою ритмікою ліній і насиченим колоритом. Портрети Яреми Отришка сповнені природної гідності людей.

## Твори
- 1900-1910 рр. — «Старе село»
- 1911 р. — «Роменська мадонна»
- 1900-1915 р. — «Сільський хутір»
- 1919 р. — «Літній пейзаж»
- 1890-1900 рр. -«Портрет дівчинки в українському костюмі»
- 1895 р. — портрет роменського міщанина, садівника В. А. Винниченка
- 1915 р. — портрет І. І. Рейтблата

## Досягнення. Відзнаки
Роботи Отришка Яреми Олександровича експонувалися на місцевих виставках у м. Ромни (1884, 1899 — бронзова медаль). Творча спадщина Яреми Олександровича представлена у Роменському краєзнавчому музеї, Лебединському і Сумському художніх музеях